# Barbotan (метеорит)
Barbotan (рус. Барбота́н) — метеорит-хондрит. Упал 24 июля 1790 года во Франции, в районе департамента Жер (регион Аквитания). Часть обломков хранится в РАН, наибольший образец — весом 9 кг.
В результате метеоритного дождя был повреждён коттедж, погибли фермер и несколько коров.
Падение было засвидетельствовано бургомистром и городской ратушей. Несмотря на это, учёные подвергли падение сомнению, так как наука в то время отрицала «падение камней с неба». Французский учёный П. Бертолон отметил: «Как не застонать сегодня, видя как целый муниципалитет удостоверяет те самые ходящие (среди простонародья) слухи, которые могут вызывать разве что жалость, — мы уже не говорим о физиках, — но у всех благоразумных людей».